# Fornengelska
Fornengelska eller anglosaxiska (fornengelska: Ænglisc, Anglisc, Englisc, engelska: Old English, Anglo-Saxon) kallas den tidiga form av engelska som talades, och så småningom även skrevs, i delar av nuvarande England och sydöstra Skottland från anglosaxarnas ankomst under 400-talet, till  1150-talet, då den övergick i vad som kallas medelengelska.

## Historia
Namnet anglosaxiska kommer av två av de stammar som koloniserade England efter att romarna började dra sig tillbaka, anglerna och saxarna. Dessa stammar bodde tillsammans med bland annat jutar och andra folk runt Nordsjön och talade alla närbesläktade språk som blandades när de hade kommit till England. Kolonisatörerna trängde bort kelterna till bland annat Wales och Cornwall. De olika folkslagen skapade olika mindre riken som sedan stabiliserades till sju riken. Denna situation höll sig i några hundra år till dess att vikingarna kom till England. Stora delar av centrala och norra England styrdes av daner under den så kallade Danelagen och fornengelskan lånade många ord från vikingarnas språk, fornnordiskan. Många av dessa ord är vanliga ord i dagens engelska, såsom they, their och them. Även ord som same, get, take, sky och skin är av fornnordiskt ursprung, många ord ändrade också betydelse.
Under den här tiden förespråkade Alfred den store skapandet av ett fornengelskt skriftspråk och han översatte flera latinska texter. Språket som talades vid hans hov kom att bli något av ett standardspråk för de olika dialekterna. Man började skriva poesi och översatte vetenskap och teologi till fornengelska. Detta fortsatte fram till den normandiska erövringen av England år 1066 då franska blev ett statusspråk. Man började ta in fler och fler franska lånord och fornengelskan gick så småningom över till medelengelska.

## Fonologi
Fornengelskans uttal var mycket olikt dagens engelska och uttalet stämde väl överens med skriftspråket. De diftonger som finns i dagens engelska kommer till betydligt senare. Ord som dead uttalades till exempel /dæːɑd/ . Konsonanterna g och c uttalades mjukt framför främre vokaler som i och e och uttalades då, likt svenska, som j och som ch- i church (likt finlandssvenska).

## Ortografi
Fornengelska hade ingen standardiserad ortografi, och skrevs vid ett tidigt stadium med futharken (och senare med den anglo-frisiska futhorcen) och efter anglo-saxarnas kristnande med det latinska alfabetet. Det latinska alfabetet använde även bokstäverna þ och ð för att skriva th-ljuden i think respektive father. Därtill användes ofta ƿ för w. Æ användes för ett ä-ljud och ett makron (¯) användes stundom för att visa att en vokal var lång. Dessa är de tecken man vanligtvis använder för att skriva fornengelska i dag, men i gamla texter användes även ᵹ för g och ſ för S. På samma sätt används makronet för att symbolisera en lång vokal i modern återgivning, men saknades ofta i de ursprungliga texterna.
Vissa förkortningar användes även såsom ⟨⁊⟩ för ond (”och”) och ⟨ꝥ⟩ för þæt med flera. K, J och V användes mycket sällan och i så fall som varianter av C, I och U.

## Ord
Några exempel på ord i fornengelskan och jämförelser med andra germanska språk.
| Fornengelska    | Engelska            | Tyska     | Svenska               | Runsvenska |
| --------------- | ------------------- | --------- | --------------------- | ---------- |
| dōn             | to do               | tun       | att göra              | gera       |
| þū              | thou (you)          | du        | du                    | þú         |
| gān             | to go               | gehen     | att gå                | ganga      |
| cunnan          | can                 | können    | att kunna, känna till | kunna      |
| wrītan, scriban | to write, to scribe | schreiben | att skriva            | rita       |
| flēogan         | to fly              | fliegen   | att flyga             | fljuga     |